# Dorcadion gorbunovi
Dorcadion gorbunovi är en skalbaggsart som beskrevs av Aleksandr Sergeievich Danilevsky och Alexander Ivanovich Miroshnikov 1985. Dorcadion gorbunovi ingår i släktet Dorcadion och familjen långhorningar. Inga underarter finns listade i Catalogue of Life.